# Campo de Carabobo
El Campo de Carabobo es un paseo monumental histórico en Venezuela, situado en el suroeste del Municipio Libertador, cerca de la ciudad de Tocuyito, capital de dicho municipio. En dicho paseo se libró la Batalla de Carabobo, acontecimiento histórico que aseguró la Independencia de Venezuela, en 1821.

## Conjunto
El Conjunto Monumental Campo de Carabobo fue decretado Monumento Histórico Nacional y Sitio de Patrimonio Histórico, el 3 de julio de 1961. El sitio consta de diferentes monumentos edificados entre 1921 a 1936 de los que se destaca el Arco de Triunfo de Carabobo.

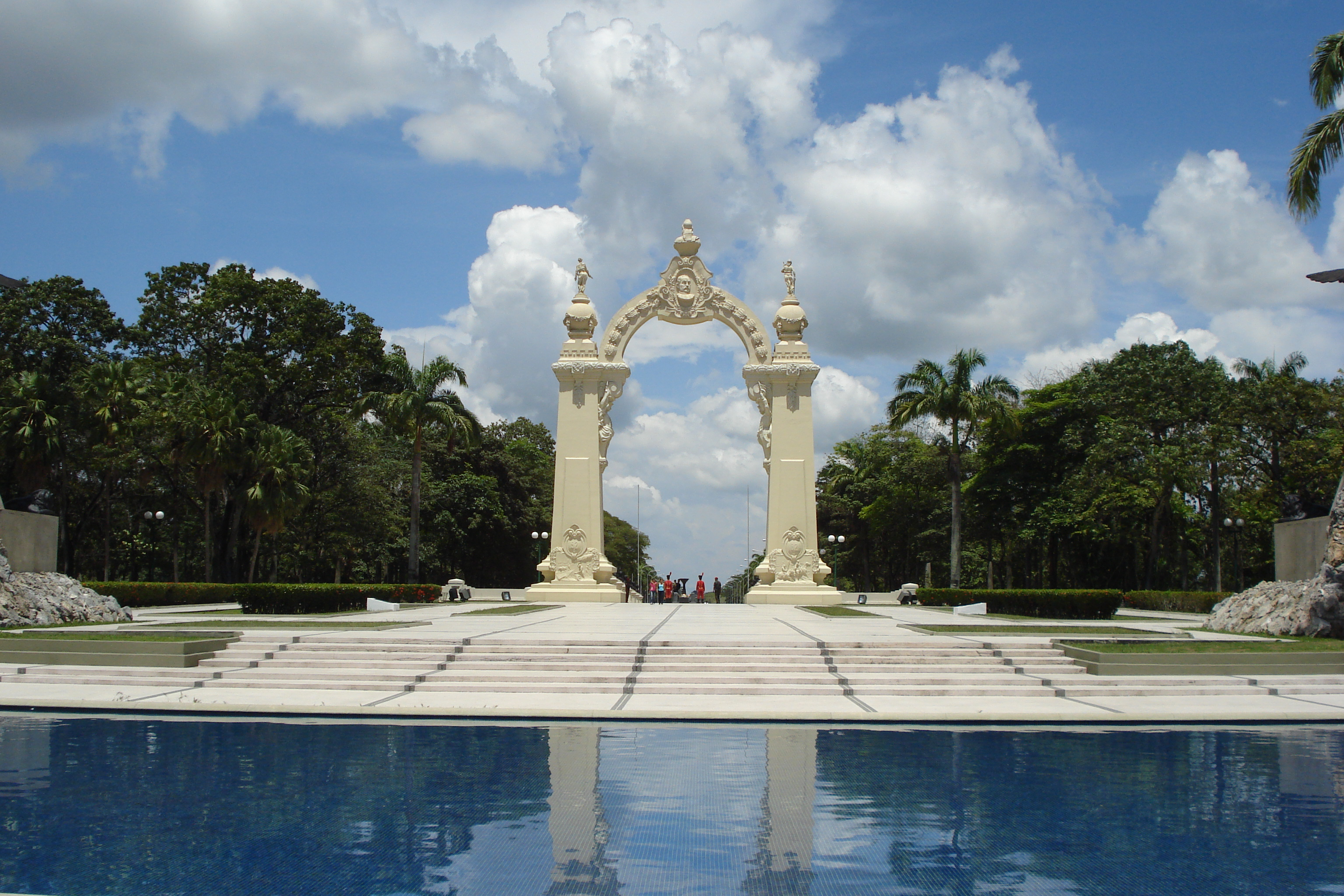
Arco de Triunfo de Carabobo

Este campo es un parque con muchos jardines, árboles y una avenida muy ancha, la cual es utilizada para hacer desfiles militares, pero también para patinar. Al final de la avenida, se encuentran las estatuas de los principales protagonistas patriotas de este episodio histórico. Luego se encuentra un arco, que fue construido en 1921, para celebrar los 100 años de la Batalla de Carabobo. En sus columnas tiene las inscripciones de los años 1821 y 1921. Debajo del arco, se encuentra la tumba del soldado desconocido, con una llama eterna, la cual está custodiada por dos soldados inmóviles, con trajes de la época. Cada dos horas (en las horas pares), se realiza el cambio de guardia, un espectáculo siempre interesante. Después del arco, completamente al fondo, hay un gran monumento denominado Altar de la Patria.
En la cima de este monumento se encuentra la estatua de Simón Bolívar, el vencedor de Carabobo. Del lado izquierdo, se encuentra el general en jefe Santiago Mariño y el general en jefe José Antonio Páez. Del lado derecho, se encuentra el general Manuel Cedeño y el coronel Ambrosio Plaza.

## Esculturas del Campo de Carabobo

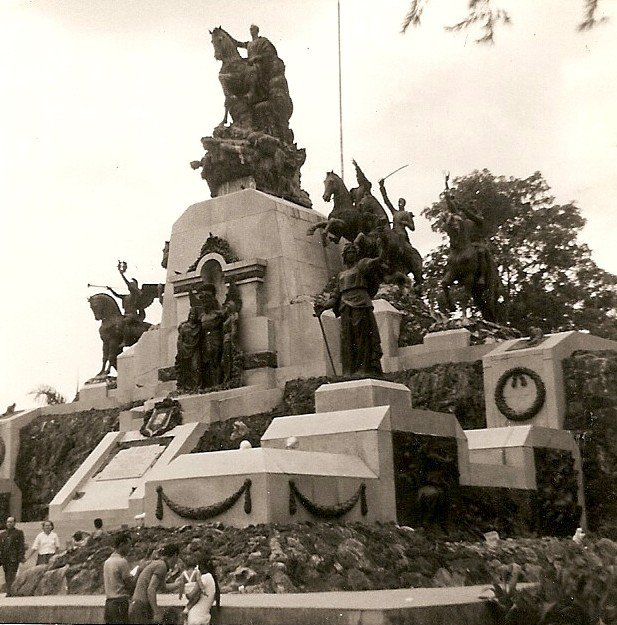
Altar de la Patria en 1970.
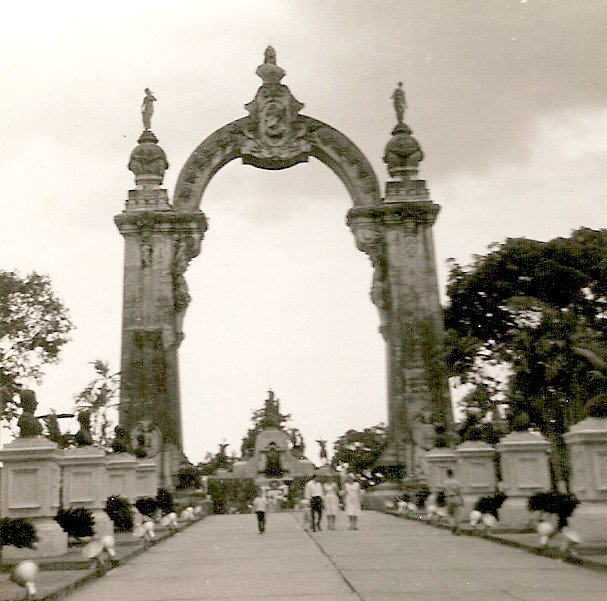
Vista del Arco de Triunfo en 1970.
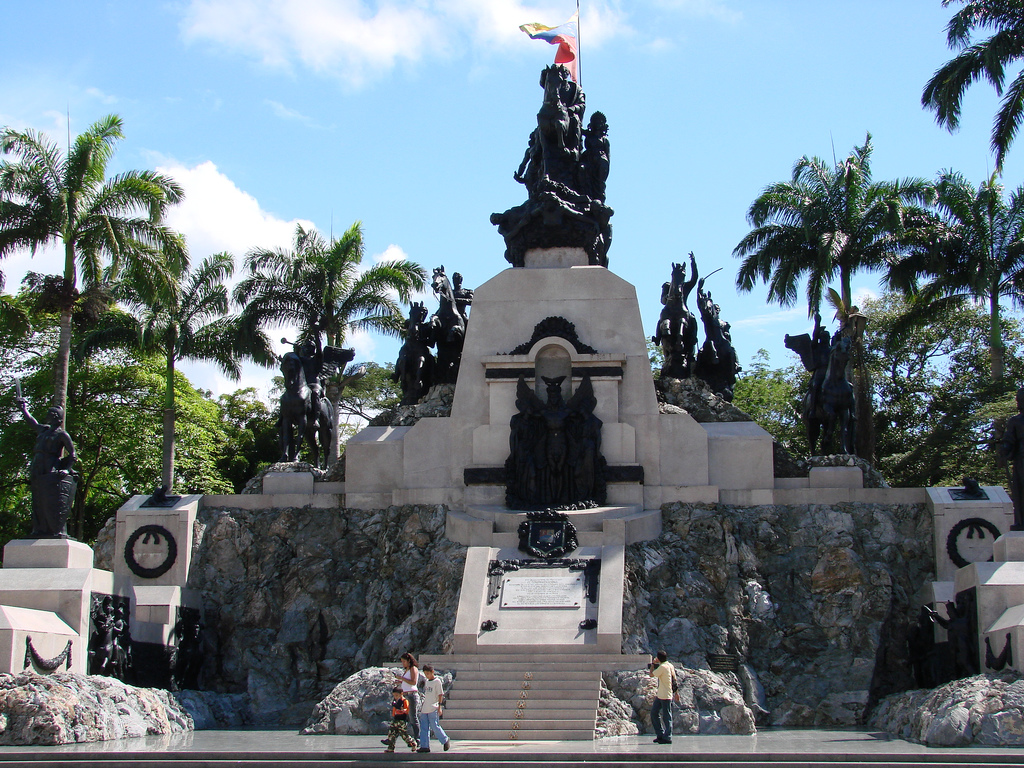
Altar de la Patria.
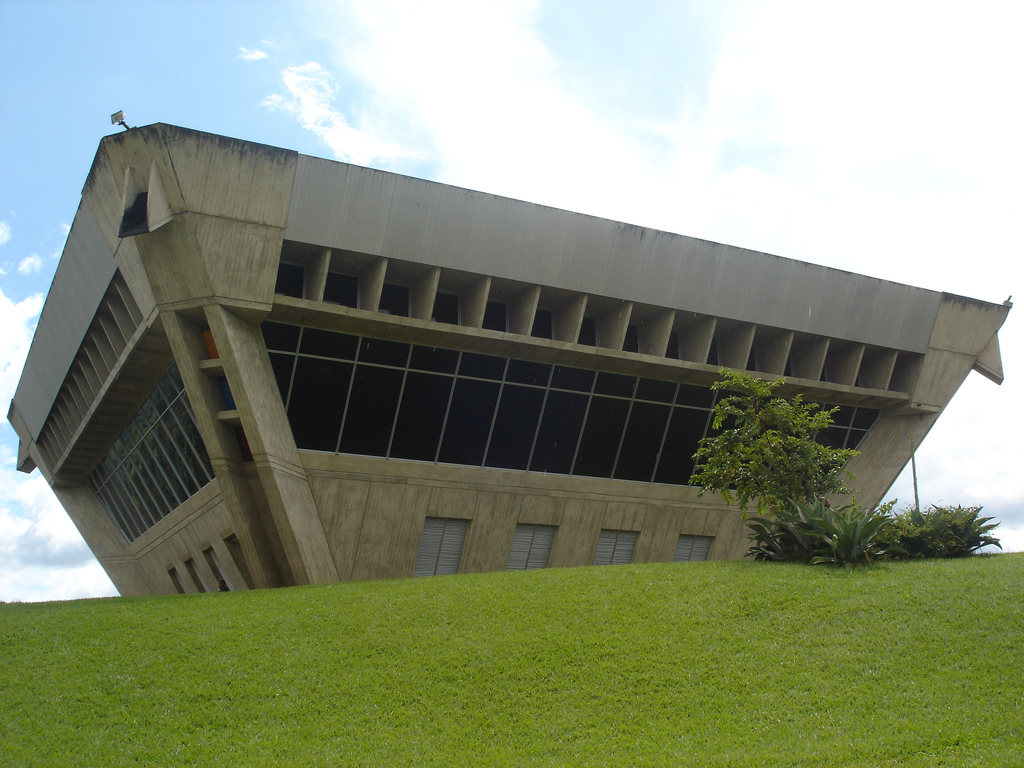
Mirador del Campo de Carabobo.